# Klimatologi
Klimatologi er læren om klimaet.
Klimatologiens opgave er at beskrive og forklare sådanne fysiske egenskaber i atmosfæren som temperatur, vinde og nedbør samt deres fordeling efter område og sted.
Friedrich Wilhelm Heinrich Alexander von Humboldt regnes som grundlægger af den sammenlignende klimatologi, idet han var den første, som lavede isotermer på grundlag af et stort antal temperaturmålinger.